# Isla Spirit
La isla Spirit o isla Espíritu (en inglés: Spirit Island) es una pequeña isla en el lago Maligne en el parque nacional Jasper. Este punto es el destino de los viajes en barco por el lago Maligne, una vista que muchas personas asocian con las Montañas Rocosas canadienses. La isla Spirit goza de gran reputación en todo el mundo. Es una de las vistas más famosas y fotografiadas de las Montañas Rocosas de Canadá.
Cuando Kodak presentó la película en color para los consumidores, una imagen de la Isla Spirit fue elegida para ser exhibida en su anuncio en Penn Station, Nueva York. Los inviernos son extremadamente duros aquí con la temperatura más baja registrada de -58 grados Fahrenheit (-50 °C). Las precipitaciones de nieve son de hasta seis metros en invierno.
Según algunas versiones de la mitología de las Primeras Naciones, la isla Spirit debe su nombre a dos jóvenes amantes de tribus enemistadas que se reunían en secreto en la isla. Sin embargo, cuando la joven finalmente confesó su romance prohibido a su padre, uno de los jefes de la tribu, le prohibió regresar jamás a la isla. Con el corazón roto, su amante continuó volviendo a la Isla Spirit durante toda su vida, con la esperanza de ver a su bella amante de nuevo. Pero ella nunca volvió y él, finalmente, murió en la isla, donde su espíritu aún reside.
El acceso a la isla está actualmente restringido.